# Polyura dolon
Polyura dolon es una especie de lepidóptero de la familia Nymphalidae. Es originaria de la India, China y Birmania.